# Boldrino da Panicale
Giacomo Paneri, detto Boldrino da Panicale (Panicale, 1331 circa – Macerata, 3 giugno 1391), è stato un condottiero e capitano di ventura italiano, signore di Civitanova Marche e di altri feudi ad essa limitrofi.

## Biografia
Boldrino da Panicale, formatosi alla scuola  di Giovanni Acuto, fu uno dei tanti capitani di ventura italiani della seconda metà del XIV secolo.
Insieme con l'Acuto portò strage in tutto il territorio di Firenze, e più tardi al servizio di Papa Urbano VI, mise a sacco e fuoco le isole e le rive del Trasimeno. Nelle lotte tra Siena, Firenze e Perugia si arricchì di uno straordinario bottino. Ariodante Fabretti lo definì «il flagellatore della Marca, lo sgomento delle Milizie italiane».
Boldrino dovette lottare a lungo con Andrea Tomacelli, fratello di Papa Bonifacio IX, capitano generale delle genti dello Stato Pontificio e rettore del Ducato di Spoleto, e alla fine, tratto in inganno dallo stesso Tomacelli, venne da questi fatto assassinare a tradimento durante un convito in Macerata (3 giugno 1391).
I 400 soldati di Boldrino giurarono vendetta, differita di due anni. Sotto la guida di Riotto Michelotti ed Azzo da Castello, le soldatesche piombarono in Macerata minacciando «l'ultimo sterminio finché fosse vivo l'iniquo che aveva ucciso il loro amato condottiero, pretendendone la consegna». E il fratello del Papa difficilmente avrebbe potuto salvarsi se per mediazione degli oratori di Firenze non si fosse raggiunto un accordo, in forza del quale la città si obbligava a pagare alla compagnia 12.000 fiorini e a restituire il corpo di Boldrino. Così avvenne. Spalancate le porte di Macerata, si vide uscire in processione «il popolo, il clero e le donne scapigliate, portare la salma di Boldrino agli avventurieri i quali esercitarono nella Marca orribili vendette».
Grazie alle numerose vittorie ottenute per Perugia, Boldrino ebbe in dono le chiavi della città; quest'episodio è rappresentato in un telone dipinto da Mariano Piervittori e custodito nel teatro "Cesare Caporali" di Panicale.